# Чеський масив
Чеський масив (Богемський масив; чеськ. Český masiv, нім. Böhmische Masse, пол. Masyw Czeski) — гірський масив в центральній частині Чехії та суміжних районах Німеччини, Польщі і Австрії.

## Розташування
Масив простягається із заходу на схід і має ромбоподібну форму. Протяжність його становить близько 500 км, ширина — до 300 км. Найвища точка — гора Снєжка (1602 м). По околицях Чеського масиву підносяться середньовисотні хребти : Шумава на південному заході, Рудні гори на північному заході, Судети на північному сході. У південно-східній частині масиву розташовується Чесько-Моравська височина.

## Геологія
Внутрішня частина Чеського масиву є великою улоговиною, що складається з ряду низовин і височин що розділяють їх і низькогірних масивів. Чеський масив — виступ древнього фундаменту області Герцинської складчастої, утворений гнейсами, мігматитами, кристалічними сланцями, гранулітами протерозою, сланцями, кварцитами та пісковиками нижнього та середнього палеозою. Осадовий чохол складний крейдовими і кайнозойськими породами. В результаті неоген-антропогенових рухів масив було розколото розломами і скидами, за якими відбувалися викид вулканічних лав. З тектонічними прогинами у північно-східній околиці масиву пов'язане формування Верхньосілезького кам'яновугільного басейну.

### Тектоніка
Сьогоденний підмурівок Чеського масиву було сформовано під час герцинського орогенезу, під час цієї фази відбувся орогенез і акреція за рахунок террейнів, в результаті закриття океану Реїкум, коли два палеоконтіненти Гондвана (на півдні) і Лавруссія (на півночі) зіштовхнулися. Велика частина підмурівку Чеського масиву входила до складу террейну Арморика, що також є підмурівком Армориканського масиву на заході Франції. Мікроконтиненти опинились стиснутими між великими континентальними масами з півночі і півдня. Результатом герцинського орогенезу є що майже всі континенти об'єдналися у суперконтинент під назвою Пангея.
Підвалині Чеського масиву складається з трьох основних структурних зон, які відрізняються метаморфічно, літологічно і тектонічно. Це:
- Саксо-Тюрнгійська зона: Утворює північну частину масиву. Північна частина Саксо-Тюрнгійської зони — Центрально-Німецька Кристалічна височина, що інколи розглядається разом з Чеським масивом. Північна межа цієї зони є сутура Реїкуму, яка відокремлює колишні суходоли Гондвани і Лавруссії.[1]
- Moldanubian Zone утворює центральну частину масиву і включає в себе Teplá-Barrandian Terrane.
- Південний схід масиву утворює третій блок, Мораво-Сілезька зона. Ця зона включає в себе Brunovistulian Block, це є алохтон-насув над Мораво-Сілезьким кристалічним блоком. Brunovistulian була у складі південної частини Лавруссії.[2]

## Географічний поділ
Із заходу на схід:
- Північ (головним чином Рудні гори та Судети)
  - Рудні гори
  - Ельбські Пісковикові гори
  - Верхня Лужиця (Лужицькі гори та Лужицька височина)
  - Карконоші
  - Високий Єсенік[en]
- Південний захід (Шумава)
  - Верхньо-Пфальцький ліс[en]
  - Баварський ліс
- Південний схід
  - Градські гори[en]
  - Гранітне та гнейсове плато[en]
  - Чесько-Моравська височина
- Невеликі пасма на південь від Дунаю
  - Дункельштайнервальд[en] та Гісберг
  - Плато Нойштадтлер
  - Кюрнберзькі гори
  - Заувальд[en]
  - Нойбурзькі гори[en]

## Рослинність
По схилах гір ростуть змішані і хвойні ліси (з ялини, ялиці, сосни, бука, дуба) на гірських бурих лісових і гірських підзолистих ґрунтах. Вище 1400 м — субальпійські луки і чагарники на гірсько-лугових ґрунтах.

## Ресурси
На відміну від інших масивів герцинського орогенезу в Центральній Європі Чеський масив не дуже багатий рудами. На північ від Гарцу далі у Німеччину, що є геологічно частиною Рея-Герценської зони, є більше рудних родовищ. З іншого боку, Чеський масив має багато кар'єрів з видобутку граніту, гранодіориту і діориту